# 토칸칭스강

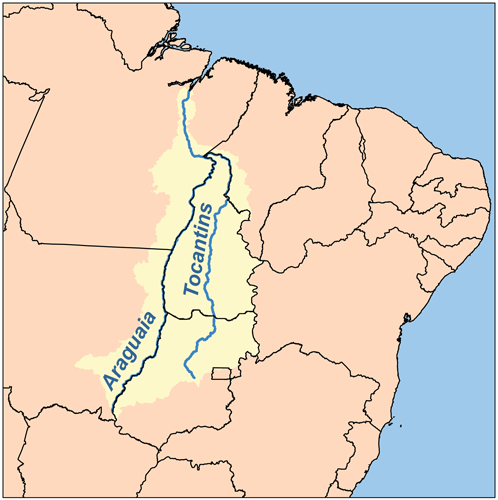
아라과이아강 · 토칸칭스강의 유역 지도

토칸칭스강(브라질 포르투갈어: Rio Tocantins, 영어: Tocantins River) 또는 토칸티스강은 브라질의 중앙 동맥을 이루는 강이다. 투피어로 토칸칭스는 "큰부리새(투칸·거취조)의 주둥이"를 의미한다.["투카(Tukã)"는 큰부리새를 "티(Ti)"는 주둥이를 뜻한다] 토칸칭스강은 남에서 북으로 약 2,640 km의 길이로 뻗어 있다. 토칸칭스강은 아마존강 옆에서 나란히 대서양으로 흘러들어가기 때문에 일반적인 생각과는 달리 아마존강의 지류가 아니다. 토칸칭스강은 브라질의 4개의 주 고이아스주 · 토칸칭스주 · 마라냥주 · 파라주를 통과한다. 행정구역 상 고이아스주의 북부 지방이었다가 1988년에 브라질의 새로운 주가 된 토칸칭스주는 토칸칭스강의 이름을 따서 붙여졌다. 토칸칭스강의 주 지류는 아라과이아강이다.